# المرحلة 4 (الكمبري)
المرحلة 4 (باللاتينية: Stage 4)، وهي ثاني مرحلة من فترة أو النسيقة 2، حيث امتدت من ≈ 514.5 إلى≈ 506.5 مليون سنة مضت، لمدة 8 مليون سنة تقريبا.

## المقطع النموذجي
لم تعرف اللجنة الدولية للطبقات الحدود السفلية لهذه المرحلة بشكل رسمي. واحد الاقتراحات هو أول ظهور لجنسين من ثلاثيات الفصوص، أولينلوس (الاسم العلمي: Olenellus) أو ريدليكيا (الاسم العلمي: Redlichia). والمقترح الآخر هو أول ظهور لأنواع ثلاثيات الفصوص ارثريكوسيفالوس شافيو (الاسم العلمي: Arthricocephalus chauveaui). وكلا المقترحين عرفا الحدود السفلية تقريبا منذ 514.5 مليون سنة.

## الطبقات الحيوية
ارتبطت بداية المرحلة الكمبرية الرابعة مبدئيا بقاعدة مرحلة حيوانات «الدايوني» (Duyunian) الأوروبية وقاعدة مرحلة حيوانات «الليوني» لجنوب الصين.